# VW EA896
Der VW EA896 (EA = Entwicklungsauftrag) ist eine Dieselmotoren-Baureihe der Volkswagen AG, die federführend von Audi entwickelt wurde. Die Baureihe umfasst Sechszylinder-V-Motoren mit 3,0 und 2,7 Liter Hubraum und wird seit 2003 in verschiedenen Fahrzeugen des Volkswagen-Konzerns eingesetzt.

## EA896 EU4 Variante (seit 2003)

### Technik
Der Hubraum des 3.0-TDI-Sechszylinder-V-Motors mit einem V-Winkel von 90 Grad beträgt 2967 cm³ mit einer Bohrung von 83,0 mm und einem Hub von 91,4 mm, bei einem Zylinderabstand von 90 mm. Das geometrische Verdichtungsverhältnis beträgt 17:1.
Die Steuerung des Ladungswechsels erfolgt über vier Ventile pro Zylinder (Vierventiltechnik) und insgesamt vier obenliegende, von einer Steuerkette angetriebene Nockenwellen.
In Summe besitzt der Motor vier Steuerketten. Drei davon übernehmen den Antrieb der Nockenwellen. Die vierte Kette treibt die Ölpumpe und die Ausgleichswelle an.
Alle Varianten des 3.0-TDI-Motors verfügen über einen KKK BV50 Abgasturbolader von BorgWarner. Die verdichtete Frischluft wird über einen (teilweise auch zwei parallel geschaltete) Luft-Luft-Ladeluftkühler gekühlt. In der Ansaugstrecke befinden sich zudem sechs elektromotorisch betätigte Drallklappen.
Zur Reduzierung der Stickoxidemissionen verfügt der Motor über eine gekühlte Hochdruck-Abgasrückführung. Das Abgas wird vor der Turbine des Abgasturboladers entnommen, gekühlt und zwischen Drossel- und Drallklappen wieder eingeleitet. Hinter der Turbine des Turboladers kommt zunächst ein Dieseloxidationskatalysator (DOC) zum Einsatz, anschließend folgt, je nach Variante und Baujahr entweder ein zweiter Katalysator zusammen mit einem Dieselpartikelfilter im gleichen Gehäuse oder ein größerer Katalysator (bei Varianten ohne DPF). Um auch bei niedrigen Lastzuständen des Motors eine Partikelfilterregeneration einleiten zu können, wird eine Nacheinspritzung verwendet.
Die Common-Rail-Einspritzung arbeitet mit einem Kraftstoffdruck von bis zu 1600 bar. Die Hochdruckpumpe sitzt frontseitig im Innen-V des Motors. Über einen Zahnriemen wird sie von der Einlassnockenwelle der fahrerseitigen Zylinderbank angetrieben.
Eine getriebeseitig montierte Vakuumpumpe wird zusammen mit der Auslassnockenwelle der linken Zylinderbank angetrieben.

### Varianten
| Hersteller                                                                             | Baureihe   | Bezeichnung | Abgasnorm | Bauzeitraum       |
| -------------------------------------------------------------------------------------- | ---------- | ----------- | --------- | ----------------- |
| BKN: Leistung: 150 kW (204 PS) bei 3750–4500/min, Drehmoment: 450 Nm bei 1450–3500/min |            |             |           |                   |
| Audi                                                                                   | Audi A4 B7 | 3.0 TDI     | Euro 4    | 12/2004 – 01/2006 |
| BMK: Leistung: 165 kW (224 PS) bei 3500–4500/min, Drehmoment: 450 Nm bei 1450–3500/min |            |             |           |                   |
| Audi                                                                                   | Audi A6 C6 | 3.0 TDI     | Euro 4    | 02/2004–04/2006   |
| Volkswagen                                                                             | Phaeton    | 3.0 TDI     | Euro 4    | 09/2004 – 03/2007 |
| Volkswagen                                                                             | Touareg 1  | 3.0 TDI     | Euro 4    | 11/2004 – 11/2007 |
| CARA: Leistung: 171 kW (233 PS) bei 4000/min, Drehmoment: 450 Nm bei 1500–3500/min     |            |             |           |                   |
| Volkswagen                                                                             | Phaeton    | 3.0 TDI     | Euro 4    | 03/2007 – 10/2008 |
| ASB: Leistung: 171 kW (233 PS) bei 4000/min, Drehmoment: 450 Nm bei 1400–3250/min      |            |             |           |                   |
| Audi                                                                                   | Audi A4 B7 | 3.0 TDI     | Euro 4    | 01/2006–03/2008   |
| Audi                                                                                   | Audi A6 C6 | 3.0 TDI     | Euro 4    | 04/2006–08/2008   |
| Audi                                                                                   | Audi A8 D3 | 3.0 TDI     | Euro 4    | 03/2003–07/2010   |
| Audi                                                                                   | Audi Q7 4L | 3.0 TDI     | Euro 4    | 09/2005–10/2007   |

## EA896 EU5 Variante (seit 2008)

### Technik
Zum Modelljahr 2008 wurde die EU5-Variante des EA896-Motors eingeführt, welche einige technische Änderungen gegenüber der EU4-Version besitzt.
Die Verdichtung wurde auf 16,8:1 gesenkt und Anpassungen an den Kettentrieben B und D vorgenommen.
Das Einspritzsystem wurde auf die Generation EDC17 umgestellt. Der maximale Einspritzdruck liegt nun bei 1800 bar.
Es wurde eine volumenstromgeregelte Ölpumpe verbaut, welche zusätzlich zwei Druckniveaus realisieren kann, indem vom Motorsteuergerät ein elektrohydraulisches Ventil geschaltet wird.
Das AGR-Ventil ist ab sofort nicht mehr pneumatisch, sondern elektrisch betätigt und besitzt eine Lagerückmeldung.
Der Hochdruck-AGR-Kühler ist weiterhin schaltbar, nun aber zusätzlich thermostatisch geregelt und wird direkt mit kaltem Wasser des Hauptwasserkühlerausgangs versorgt. Hierfür gibt es zusätzlich eine elektrische Wasserumwälzpumpe.
Ab dem Modelljahr 2011 wurde der EA896-Motor nach und nach durch den EA897-Motor ersetzt.
Lediglich der Volkswagen Phaeton behielt, bis zur Einstellung des 3.0-TDI im Juni 2015, den EA896-Motor, welcher hierfür ab September 2013 auf 180 kW leistungsgesteigert wurde (Bezeichnung: CEXB). Die Hardware des Motors ist hierbei identisch zum Motor mit der Bezeichnung CEXA.

### Varianten
| Hersteller | Baureihe | Bezeichnung | Leistung                   | Drehmoment                 | Bauzeitraum       |
| ---------- | -------- | ----------- | -------------------------- | -------------------------- | ----------------- |
| Audi       | A4 B8    | CAPA/CCWA   | 176 kW bei 4000–4400 1/min | 500 Nm bei 1500–3000 1/min | 09/2007 – 11/2011 |
| Audi       | A6 C6    | CDYA        | 176 kW bei 4000–4400 1/min | 500 Nm bei 1500–3000 1/min | 08/2008 – 05/2011 |
| Audi       | A6 C6    | CDYC        | 176 kW bei 4000–4400 1/min | 450 Nm bei 1250–3250 1/min | 08/2008 – 05/2011 |
| Volkswagen | Phaeton  | CEXA        | 176 kW bei 4000 1/min      | 500 Nm bei 1500–3000 1/min | 06/2008 – 09/2013 |
| Volkswagen | Phaeton  | CEXB        | 180 kW bei 4000 1/min      | 500 Nm bei 1500–3000 1/min | 09/2013 – 06/2015 |